# نصوص إبلا

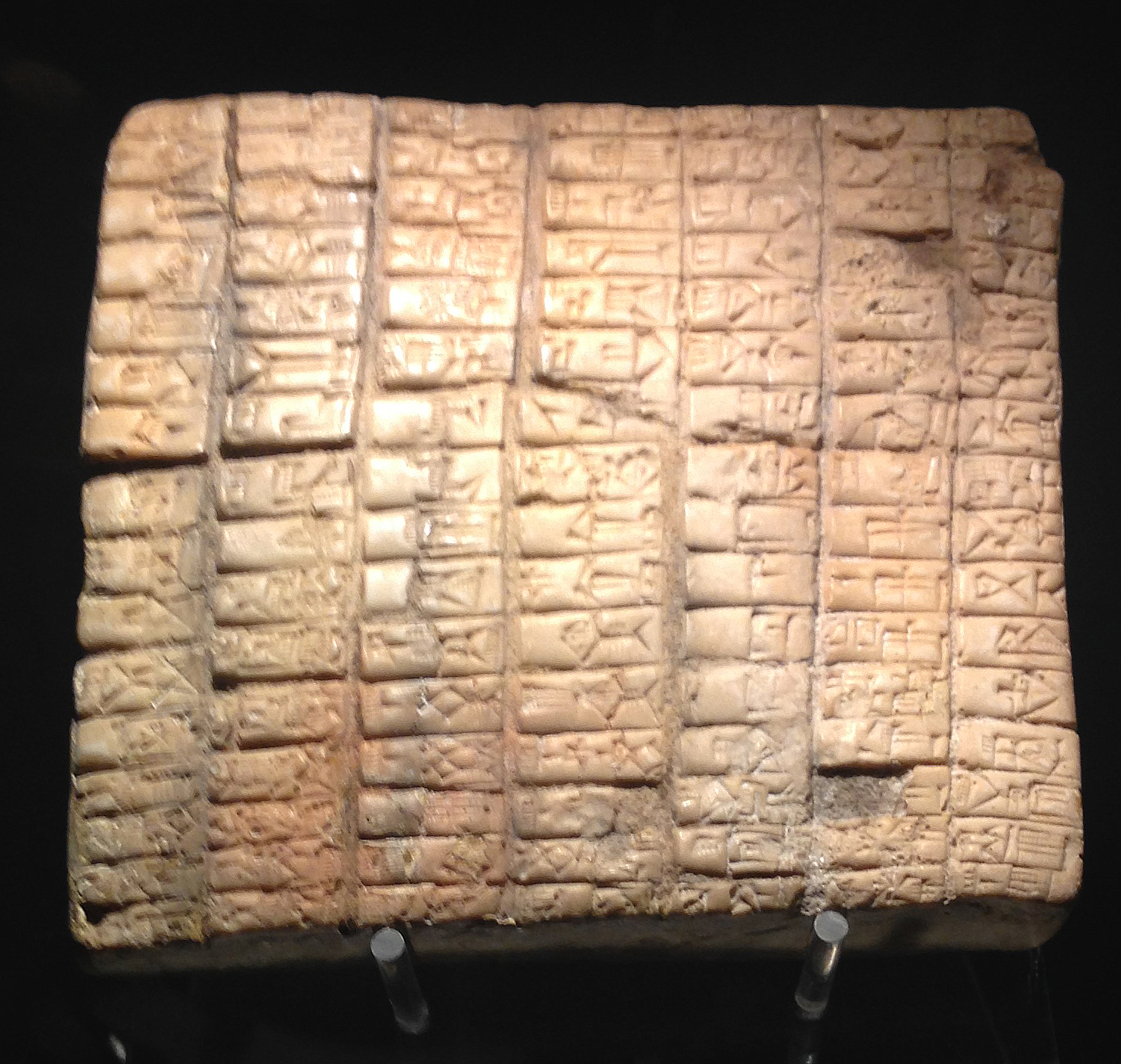
أحد الألواح الطينية التي عثر عليها في موقع مدينة إبلا الأثرية في سوريا

نصوص إبلا هي مجموعة من نحو 1800 لوح طيني كامل و 4700 لوح مكسور وعدة آلاف من الشظايا الأصغر عثر عليها في أرشيف قصر مدينة إبلا القديمة، في سوريا.

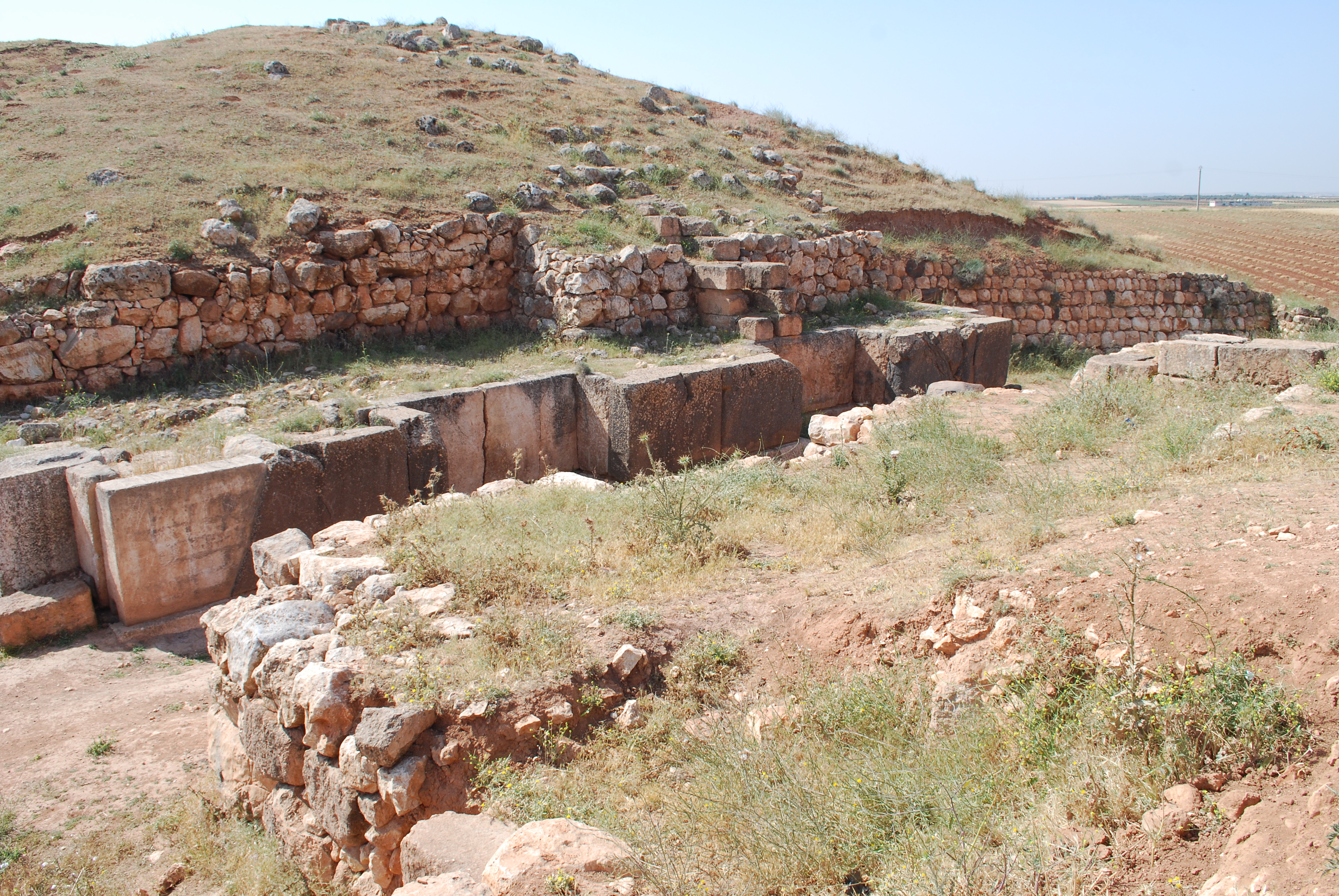
صورة التقطت عام 2004 عند البوابة الجنوبية الغربية في موقع مدينة إبلا الأثرية بسوريا

الألواح اكتشفهم الأثري الإيطالي پاولو ماتييه وفريقه في عام 1974–75، مما أشعل الاهتمام بحفرياتهم في تل مرديخ، موقع المدينة القديمة، بعد عشر سنوات من العمل الذي لم يلحظه سوى أقرانهم.